# Alberto III de Sajonia
Alberto III de Sajonia-Lauenburgo (1281-1308) era un hijo de Juan I, duque de Sajonia e Ingeborg Birgersdotter de Småland (h. 1253-30 de junio de 1302, en Mölln), una hija o nieta de Birger Jarl. Gobernó Sajonia conjuntamente con su tío Alberto II, y sus hermanos Erico I y Juan II (y bajo la regencia de Alberto II) hasta que llegaron a la mayoría de edad. En 1296 Alberto III, sus hermanos y su tío dividieron Sajonia en Sajonia-Wittenberg, gobernada por Alberto II, y Sajonia-Lauenburgo, gobernada conjuntamente por los hermanos entre 1296 y 1303 y posteriormente dividido entre ellos. Alberto III entonces gobernó el ducado separado de Sajonia-Ratzeburg hasta su muerte.

## Biografía
El padre de Alberto III, Juan I, dimitió como duque en 1282 en favor de sus tres hijos, Alberto III, Erico I, y Juan II. Como todos eran menores, su tío, Alberto II, actuó como su regente. Cuando Alberto III y sus hermanos llegaron a la mayoría de edad, compartieron el gobierno del ducado. El último documento que menciona a los hermanos y su tío Alberto II como duques sajones colegas se remonta al año 1295.
La partición definitiva de Sajonia en Sajonia-Lauenburgo, gobernada conjuntamente por Alberto III y sus hermanos y Sajonia-Wittenberg, gobernada por su tío Alberto II, tuvo lugar el 20 de septiembre de 1296, momento en que Vierlande, Sadelbande (Land de Lauenburgo), el Land de Ratzeburg, el Land de Darzing (más tarde Amt Neuhaus), y el Land Hadeln son mencionados como territorios separados de los hermanos. Alberto II recibió Sajonia-Wittenberg alrededor de la ciudad epónima y Belzig.
Alberto III y sus hermanos al principio gobernaron conjuntamente Sajonia-Lauenburgo, antes de que la dividieran en tres partes, mientras que el exclave Land de Hadeln siguió siendo territorio gobernado conjuntamente. Alberto III entonces retuvo Sajonia-Ratzeburg hasta su muerte en 1308. Su hermano Erico I heredó parte de las tierras de Alberto, mientras que la viuda de Alberto, Margarita de Brandemburgo-Salzwedel, retuvo el resto. Después de su muerte, Erico I ganó estas tierras igualmente.
Sin embargo, su otro hermano, Juan II, entonces reclamó una parte para él mismo. De manera que en 1321 Erico pasó Bergedorf (incluyendo Vierlande) a Juan II, cuyas tierras pasaron a ser conocida como Sajonia-Bergedorf-Mölln mientras que las de Erico pasaron a ser conocidas como Sajonia-Ratzeburg-Lauenburgo.

## Matrimonio y descendencia
En 1302 Alberto III se casó con Margarita de Brandemburgo, y tuvieron dos hijos: 
- Alberto (Albrecht) (?-1344), que más tarde se casó con Sofía de Ziegenhain; y
- Erico  (?-1338)